# 三城七騎籠り
三城七騎籠り（さんじょうななきごもり）とは、今道純近（純周）、大村純辰、朝長純基、朝長純盛、藤崎純久、宮原純房、渡辺純綱の武将ら7人、またその三城城守備戦を指す名称である。三城七騎籠、「三城七騎籠の戦い」とも呼ばれる。

## 経緯
乾馬場町付近の大村館に居してきた大村家は、1564年（永禄7年）、大村純忠の代に三城城（さんじょうじょう）を築くと純忠自ら入り、大村家の居城とした。しかし、純忠がキリシタンとなった事で部下の心が離れ、城主の実兄の後藤貴明に情報を流す者がたびたび現れた。貴明自身も純忠に不満を抱いていたといい、1572年（元亀3年）、三城城へ貴明や松浦隆信、西郷純堯らが率いる約1500の軍が奇襲を掛ける。迎え打つ城内には当時、兵や妻子を合わせても70〜80人ほどしかいなかったという。

## 三城城の戦い

### 松浦軍の撤退
松浦隆信の軍は、大村純忠側に援軍が来たため撤退した。

### 西郷軍への襲撃
今道純近と大村純辰、藤崎純久、宮原純房、渡辺純綱は今道越後守ら16人を率いて城の裏門の守備にあたっており、連合軍が攻めてくると背後を押さえて完全包囲に成功した。また、城主純忠に仕える富永忠重や援軍の朝長純盛は、まるで敵方の純堯軍の味方に転じたように見せかけて兵を進めると、そのまま西郷軍の総大将・尾和谷軍兵衛（馬場権平）の陣を襲撃して戦線を割った。この作戦により西郷軍は大混乱に陥り撤退した。

### 大手の守備
朝長純基と朝長純盛は、14人を率いて大門を守備した。

### 後藤軍の撤退
純忠の作戦により三城城を落とす事ができなかった後藤貴明]は不利を感じて兵を引いた。こうして大村方は三城城の戦いで攻城に成功した。

### 戦後
この1572年の戦いの後に、大村方に長岡純生や朝長常進なども参画し、また、いったんは貴明に付いた内応者らも、のちに純忠の元へ戻ったという。

## 人物

### 三城城主
大村純忠
有馬晴純の子で大村純前の養子。日本初のキリシタン大名としても知られる。後藤貴明は兄に当たる。豊臣秀吉の書物の『九州征伐』でも名が見られる。

### 三城七騎籠り
大村純忠の家臣
- 今道純近　官途は遠江守。
- 大村純辰
- 藤崎純久
- 渡辺純綱　伝弥久とも。

朝長家
- 朝長純基  朝長純利の子。
- 朝長純盛　官途は大学。

常陸介
- 宮原純房　宮原前勝の子。

### 大村方に味方した武士
吉川素庵
官途は近江守
小佐々兵部
小佐々純正の子
富永忠重
通称は又助。三城七騎籠りで功をあげる
富永忠清
通称は四郎左衛門尉

### 後藤軍
後藤貴明
大村純忠の兄、後藤純明の養嗣子として後藤家を継ぐ。官途は伯耆守。弟がキリシタンとなった事をきっかけに三城城を攻める。通称は又八郎。
志佐純意
志佐純次の子。官途は壱岐守

### 松浦軍
松浦隆信
官途は肥前守。三城城を後藤貴明や西郷純堯らと攻めるが守る城主・大村純忠に援軍が来た折に撤退した
志佐純意
志佐純次の子。官途は壱岐守

### 西郷軍
西郷純堯
官途は石見守。後藤貴明らの要請に応じて三城城へと攻め込むが、富永忠重らの軍により#総大将の軍が混乱したため、撤退
志佐純意
志佐純次の子。官途は壱岐守
尾和谷軍兵衛
西郷軍の総大将。この戦いで戦死